# Сигизмунд I жалует шляхетство профессорам Ягеллонского университета
«Сигизмунд I жалует шляхетство профессорам Ягеллонского университета» (пол. Zygmunt I nadaje szlachectwo profesorom Uniwersytetu Jagiellońskiego ) — картина польского художника Яна Матейко, созданная в 1858 году. Хранится в Музее Ягеллонского университета в Кракове.
Матейко изобразил короля польского Сигизмунда I Старого (правил в 1506—1548 годах) в тот момент, когда он вручает профессорам Ягеллонского университета грамоты о шляхетском достоинстве.